# Agylla gateri
Agylla gateri är en fjärilsart som beskrevs av Willie Horace Thomas Tams 1928. Agylla gateri ingår i släktet Agylla och familjen björnspinnare. Inga underarter finns listade i Catalogue of Life.